# Berthmond d'Auvergne
Berthmond ou Bertmond fut comte d'Auvergne, nommé en 774 par Charlemagne, dont il était un de ses serviteurs domestiques. Il n'était plus comte en 778.